# Club Deportivo Ourense "B"
El Club Deportivo Ourense "B" fue un equipo de fútbol español de la ciudad de Orense, filial del Club Deportivo Ourense. Fue fundado en 1953 y desapareció en 2014 tras la disolución de la sociedad.

## Denominaciones
- 1953-1966: Agrupación Deportiva Couto
- 1966-1992: Club Atlético Orense
- 1992-2014: Club Deportivo Ourense B

## Datos del club
- Temporadas en 2.ª: 0
- Temporadas en 2ªB: 0
- Temporadas en 3.ª: 16
- Mejor puesto en la liga: 3.º (3.ª, temporadas 1962/63 y 1965/66)

### Historial por temporadas
| Temporada | Nivel | Categoría | Puesto |
| --------- | ----- | --------- | ------ |
| 1956/57   | 5     | Serie A   | 7.º    |
| 1957/58   | 5     | Serie A   | 4.º    |
| 1958/59   | 5     | Serie A   | 3.º    |
| 1959/60   | 5     | Serie A   | 8.º    |
| 1960/61   | 5     | Serie A   | 2.º    |
| 1961/62   | 3     | 3.ª       | 5.º    |
| 1962/63   | 3     | 3.ª       | 3.º    |
| 1963/64   | 3     | 3.ª       | 8.º    |
| 1964/65   | 3     | 3.ª       | 14.º   |
| 1965/66   | 3     | 3.ª       | 3.º    |
| 1966/67   | 3     | 3.ª       | 4.º    |
| 1967/68   | 3     | 3.ª       | 7.º    |
| 1968/69   | 3     | 3.ª       | 18.º   |
| 1969/70   | 3     | 3.ª       | 16.º   |
| 1970/71   | 4     | Serie A   | 5.º    |
| 1971/72   | 4     | Serie A   | 13.º   |
| 1972/73   | 4     | Serie A   | 3.º    |
| 1973/74   | 4     | Serie A   | 7.º    |
| 1974/75   | 4     | Serie A   | 11.º   |
| 1975/76   | 4     | Serie A   | 11.º   |

| Temporada | Nivel | Categoría    | Puesto |
| --------- | ----- | ------------ | ------ |
| 1976/77   | 4     | Serie A      | 9.º    |
| 1977/78   | 5     | Serie A      | 8.º    |
| 1978/79   | 5     | Serie A      | 19.º   |
| 1979/80   | 6     | 1.ª Regional | 11.º   |
| 1980/81   | 6     | 1.ª Regional | 13.º   |
| 1981/82   | 6     | 1.ª Regional | ??     |
| 1982/83   | 6     | 1.ª Regional | 2.º    |
| 1983/84   | 5     | Serie A      | 8.º    |
| 1984/85   | 5     | Serie A      | 7.º    |
| 1985/86   | 5     | Serie A      | 3.º    |
| 1986/87   | 4     | 3.ª          | 13.º   |
| 1987/88   | 4     | 3.ª          | 12.º   |
| 1988/89   | 4     | 3.ª          | 20.º   |
| 1989/90   | 5     | Preferente   | 6.º    |
| 1990/91   | 5     | Preferente   | 8.º    |
| 1991/92   | 5     | Preferente   | 16.º   |
| 1992/93   | 5     | Preferente   | 9.º    |
| 1993/94   | 5     | Preferente   | 18.º   |
| 1994/95   | 6     | 1.ª Regional | 2.º    |
| 1995/96   | 5     | Preferente   | 3.º    |

| Temporada | Nivel | Categoría      | Puesto |
| --------- | ----- | -------------- | ------ |
| 1996/97   | 5     | Preferente     | 4.º    |
| 1997/98   | 5     | Preferente     | 1.º    |
| 1998/99   | 4     | 3.ª            | 11.º   |
| 1999/00   | 4     | 3.ª            | 20.º   |
| 2000/01   | 5     | Preferente     | 16.º   |
| 2001/02   | 5     | Preferente     | 18.º   |
| 2002/03   | 6     | 1.ª Regional   | 11.º   |
| 2003/04   | 6     | 1.ª Regional   | 1.º    |
| 2004/05   | 5     | Preferente     | 6.º    |
| 2005/06   | 5     | Preferente     | 1.º    |
| 2006/07   | 4     | 3.ª            | 11.º   |
| 2007/08   | 4     | 3.ª            | 19.º   |
| 2008/09   | 5     | Preferente     | 16.º   |
| 2009/10   | 6     | 1.ª Autonómica | 2.º    |
| 2010/11   | 5     | Preferente     | 13.º   |
| 2011/12   | 5     | Preferente     | 20.º   |
| 2012/13   | 6     | 1.ª Autonómica | 2.º    |
| 2013/14   | 5     | Preferente     | 15.º   |

## Palmarés
- Preferente Autonómica (2): 1997/98, 2005/06
- Copa Diputación de Ourense (1): 2014